# 실꼬리돔과
실꼬리돔과(Nemipteridae)는 도미목에 속하는 조기어류과의 하나이다. 농어목으로 분류하기도 한다. 주로 인도양과 서태평양의 열대 수역에서 발견된다. 대부분의 종이 저서 육식성 어류로 작은 물고기와 두족류, 갑각류, 다모류를 포식하지만 일부 종은 플랑크톤을 먹는다. 눈가시네동가리, 반달네동가리, 수염돔, 붉은점실꼬리돔, 동방실꼬리돔, 황줄실꼬리돔, 홍대실꼬리돔, 황기실꼬리돔, 실꼬리돔, 네동가리, 긴실꼬리돔, 노랑줄돔 등을 포함하고 있다.

## 하위 분류
- 실꼬리돔속 (Nemipterus)
- Parascolopsis
- Pentapodus
- Scaevius
- Scolopsis